# 新馬爾特尼夫
49°13′2″N 24°32′58″E / 49.21722°N 24.54944°E
新馬爾特尼夫（羅馬化：Martyniv）是烏克蘭西部的村莊，隸屬伊萬諾-弗蘭科夫斯克州的伊萬諾-弗蘭科夫斯克區。該村面積7.95平方公里，2001年人口415，人口密度每平方公里52.2人。